# Pilotrichum fendleri
Pilotrichum fendleri là một loài rêu trong họ Pilotrichaceae. Loài này được Müll. Hal. mô tả khoa học đầu tiên năm 1879.